# Megapodius layardi
Megapodius layardi е вид птица от семейство Megapodiidae. Видът е световно застрашен, със статут Уязвим.

## Разпространение
Видът е разпространен във Вануату.